# Hůrecká alej
Hůrecká alej je stromořadí památných stromů v zaniklé osadě Hůrka severozápadně od Prášil. Stromy rostou v nadmořské výšce 1000 m od hřbitovní kaple podél účelových komunikací ve směru Nová Hůrka-Hůrka-jezero Laka a Hůrka-Železná Ruda a podél značené turistické trasy z Hůrky směrem na Vysoké Lávky. Celé stromořadí je tvořeno 136 jedinci, památnými stromy bylo vyhlášeno jen 116 z nich – 80 javorů klenů (Acer pseudoplatanus L.), 35 lip malolistých (Tilia cordata Mill.) a javor mléč (Acer platanoides L.). Zbylých 20 stromů nebylo mezi památné stromy zahrnuto, protože šlo o silně poškozené nebo dožívající jedince. Obvody kmenů stromů se pohybují od 90 do 410 cm, stáří je odhadované od 80 do 250 let. Alej je chráněna od 28. října 2009 pro svoji historickou, estetickou a krajinotvornou významnost.